# Лонгвил (Луизијана)
Лонгвил (енгл. Longville) насељено је место без административног статуса у америчкој савезној држави Луизијана.

## Демографија
По попису из 2010. године број становника је 635.
| Група             | 2000.    | 2010.       |
| Белци             | 0 (0,0%) | 580 (91,3%) |
| Афроамериканци    | 0 (0,0%) | 21 (3,3%)   |
| Азијати           | 0 (0,0%) | 2 (0,3%)    |
| Хиспаноамериканци | 0 (0,0%) | 22 (3,5%)   |
| Укупно            | 0        | 635         |